# Familia Simpson (sezonul 7)
Al șaptelea sezon al serialului de televiziune american Familia Simpson a fost difuzat pentru prima dată pe rețeaua Fox între 17 septembrie 1995 și 19 mai 1996. Producătorii executivi pentru cel de-al șaptelea sezon de producție au fost Bill Oakley⁠(d)  și Josh Weinstein⁠(d), responsabili de realizarea a 21 de episoade. David Mirkin⁠(d) a fost însărcinat cu producerea altor patru episoade, două dintre acestea fiind create pentru sezonul precedent. Acesta a fost nominalizat la două Premii Primetime Emmy⁠(d), inclusiv la categoria „cel mai bun serial animat⁠(d)”, și a câștigat un Premiu Annie⁠(d) la categoria „cel mai bun serial de televiziune animat”. Setul DVD a fost lansat în Regiunea 1 pe 13 decembrie 2005, Regiunea 2 pe 30 ianuarie 2006 și Regiunea 4 pe 22 martie 2006.

## Producție
A fost primul sezon produs de Bill Oakley și Josh Weinstein, cei doi fiind scenariști pentru sezoanele precedente. Aceștia au fost selectați, deoarece făceau parte din echipa de producție încă din sezonul trei și înțelegeau dinamica serialului. Oakley și Weinstein și-au dorit ca majoritatea episoadelor să abordeze în mod realist viața personală a celor cinci membri ai familiei Simpson⁠(d). De asemenea, au vrut să producă un episod Treehouse of Horror⁠(d) , episoade despre Sideshow Bob⁠(d), The Itchy & Scratchy Show⁠(d) și mai multe episoade precum „22 Short Films About Springfield⁠(d)”. O parte dintre invitații care au apărut în acest sezon erau R. Lee Ermey, Donald Sutherland, Kirk Douglas și Lawrence Tierney⁠(d).
David Mirkin, producător executiv în ultimele două sezoane, a devenit producător consultant pentru sezonul 7, dar și producător executiv pentru episoadele „Who Shot Mr. Burns? - Part II⁠(d)”, Radioactive Man⁠(d)”, Lisa the Vegetarian⁠(d)” și „Team Homer⁠(d)”. Steve Tompkins⁠(d), Dan Greaney, Richard Appel⁠(d) și Rachel Pulido au devenit parte din echipa de scenariști, iar Spike Feresten⁠(d) și Jack Barth⁠(d) au avut contribuiții minore la acest sezon. Deși majoritatea scenariștilor din sezonul precedent au rămas în echipă, Greg Daniels⁠(d) și Brent Forrester⁠(d) au părăsit echipa după sezonul șapte. Jon Vitti, care a părăsit proiectul după cel de-al patrulea sezon, s-a întors pentru a scrie „Home Sweet Homediddly-Dum-Doodily⁠(d)” și „The Simpsons 138th Episode Spectacular⁠(d)”. Wes Archer⁠(d), unul dintre regizorii Familiei Simpson care au contribuit la definirea aspectului serialului, a plecat după acest sezon. Dominic Polcino⁠(d) și Mike B. Anderson⁠(d) au regizat primele lor episoade.
Doris Grau⁠(d), supervizorul scenariului⁠(d) și vocea bucătăresei Doris⁠(d), a murit pe 30 decembrie 1995. Episodul „Team Homer”, difuzat opt zile mai târziu, a fost unul dintre ultimele episoade cu vocea sa și i-a fost dedicat. Personajul a avut replici în „Lisa's Sax⁠(d)”, acestea fiind înregistrate înainte de moartea sa. Din sezonul nouă până în sezonul optsprezece⁠(d), aceasta a apărut doar ca un personaj minor, însă a avut replici în „The Mook, the Chef, the Wife and Her Homer⁠(d)”, vocea sa fiind realizată de Tress MacNeille.
Sezonul a început cu episodul puternic mediatizat „Who Shot Mr. Burns? (Part II)”, finalul primei părți⁠(d) fiind un cliffhanger. Acesta a fost precedat de  „Springfield's Most Wanted”, un episod special prezentat de John Walsh⁠(d), gazda emisiunii America's Most Wanted⁠(d), și a fost o parodie a serialului de televiziune. Scurtmetrajul a fost criticat, deoarece a exagerat publicitatea episodului. Unii critici au considerat că episodul a afectat credibilitatea lui Walsh și a fost descris ca fiind o cascadorie publicitară și de prost gust.
Episodul „Lisa the Vegetarian⁠(d)” prezintă una dintre puținele schimbări permanente ale personajelor - Lisa devine vegetariană. Acesta a fost lansat de David X. Cohen, iar producătorii au considerat că era singura modalitate prin care îl puteau invita pe Paul McCartney să apară în serial. McCartney a fost de acord, însă numai cu condiția ca Lisa să rămână vegetariană pentru totdeauna. „22 Short Films About Springfield” a fost realizat de doisprezece scenariști. Episodul prezintă numeroase povești despre diferite personaje. Pentru a decide cine va scrie fiecare segment, toți scriitorii și-au ales primele trei personaje preferate și le-au pus într-o pălărie, numele au fost extrase și scriitorii au fost însărcinați cu scrierea poveștilor lor; Greg Daniels a combinat și ordonat toate segmentele. Singurele personaje secundare majore din acest sezon au fost Disco Stu⁠(d) (în „Two Bad Neighbors⁠(d)”) și Brandine Spuckler (în „Scenes from the Class Struggle in Springfield⁠(d)”). Episoadele „You Only Move Twice⁠(d)” și „El Viaje Misterioso de Nuestro Jomer (The Mysterious Voyage of Homer)⁠(d)” au fost produse ca parte a acestui sezon (3Fxx), însă ambele au fost difuzate în sezonul următor. 
Episodul „22 Short Films About Springfield” a fost scris inițial în calitate de episod pilot al unui potențial serial spin-off intitulat Springfield Stories sau pur și simplu Springfield. Serialul urma să prezinte povestea locuitorilor orașului și nu doar pe cea a familiei Simpson. Proiectul a fost abandonat, deoarece Groening a realizat că personalul nu avea suficientă forța de muncă pentru a produce un alt serial precum Familia Simpson.

## Distribuție

### Personaje principale
- Dan Castellaneta - Homer Simpson, Abraham Simpson, Krusty the Clown⁠(d), Groundskeeper Willie⁠(d), Barney Gumble⁠(d) și alte personaje
- Julie Kavner⁠(d) - Marge Simpson, Patty Bouvier⁠(d), Selma Bouvier⁠(d) și alte personaje
- Nancy Cartwright - Bart Simpson, Nelson Muntz⁠(d), Ralph Wiggum⁠(d) și alte personaje
- Yeardley Smith⁠(d) - Lisa Simpson
- Harry Shearer⁠(d) - Montgomery Burns, Waylon Smithers⁠(d), Ned Flanders⁠(d), Seymour Skinner⁠(d), Lenny Leonard⁠(d), Kent Brockman⁠(d), Timothy Lovejoy⁠(d) și alte personaje
- Hank Azaria - Moe Szyslak⁠(d), Clancy Wiggum⁠(d), profesorul Frink⁠(d), Jeff Albertson⁠(d), Apu⁠(d), Bumblebee Man⁠(d) și alte personaje

### Personaje secundare
- Pamela Hayden⁠(d) - Milhouse van Houten⁠(d), Jimbo Jones⁠(d)
- Maggie Roswell⁠(d) - Maude Flanders⁠(d), Helen Lovejoy⁠(d) și domnișoara Hoover⁠(d)
- Russi Taylor - Martin Prince⁠(d) și Sherri și Terri⁠(d)
- Tress MacNeille⁠(d) - Agnes Skinner⁠(d)
- Marcia Wallace⁠(d) - Edna Krabappel⁠(d)
- Frank Welker⁠(d) - diverse animale

### Invitați
- Phil Hartman⁠(d) - Troy McClure, Lionel Hutz, Fat Tony⁠(d) și directorul spitalului (diverse episoade)
- Tito Puente - Tito Puerte („Who Shot Mr. Burns”)
- Mickey Rooney - Mickey Rooney  („Radioactive Man⁠(d)”)
- Paul și Linda McCartney - Paul și Linda McCartney („Lisa the Vegetarian”)
- Paul Anka - Paul Anka  („Treehouse of Horror VI”)
- Glenn Close - Mona Simpson⁠(d)  („Mother Simpson”)
- Harry Morgan - Bill Gannon  („Mother Simpson„)
- Kelsey Grammer - Sideshow Bob  (Sideshow Bob's Last Gleaming⁠(d))
- R. Lee Ermey - colonelul Leslie Hapablap  („Sideshow Bob's Last Gleaming”)
- Lawrence Tierney - Don Brodka  („Marge Be Not Proud⁠(d)”)
- Tom Kite - Tom Kite  („Scenes from the Class Struggle in Springfield”)
- Bob Newhart - Bob Newhart („Bart the Fink⁠(d)”)
- Donald Sutherland - Hollis Hurlbut  (" Lisa Iconoclasta ")
- Kirk Douglas - Chester J. Lampwick  („The Day the Violence Died⁠(d)”)
- Alex Rocco - Roger Meyers Jr.  („The Day the Violence Died”)
- Jack Sheldon - amendamentul  („The Day the Violence Died”)
- Suzanne Somers - Suzanne Somers  („The Day the Violence Died”)
- Jeff Goldblum - MacArthur Parker  (A Fish Called Selma⁠(d))
- Joe Mantegna - Fat Tony  („Much Apu About Nothing⁠(d)”)
- Peter Frampton - Peter Frampton  („Homerpalooza”)
- Cypress Hill   („Homerpalooza”)
- The Smashing Pumpkins   („Homerpalooza”)
- Sonic Youth („Homerpalooza”)
- Christina Ricci - Erin („Summer of 4 Ft. 2⁠(d)”)

## Recepție
Al șaptelea sezon a fost apreciat de critici și rămâne unul dintre cele mai populare în rândul fanilor serialului. Pe Rotten Tomatoes, cel de-al șaptelea sezon al Familiei Simpson are un rating de aprobare de 100% în baza a 6 recenzii critice.

### Premii
În 1996, „Treehouse of Horror VI⁠(d)” a fost propus pentru Premiul Primetime Emmy la categoria „cel mai bun serial animat”. Producătorii au considerat că secvența de animație 3D ar reprezenta un avantaj în fața competiției. Cu toate acestea, episodul a pierdut în fața lui Pinky and the Brain în acel an, iar Bill Oakley a regretat ulterior că a propus acesta episod și nu unul mai sentimental precum „Mother Simpson⁠(d)”, „Lisa the Vegetarian” sau „Bart Sells His Soul⁠(d)”. Alf Clausen⁠(d), Oakley și Josh Weinstein au fost nominalizați la categoria „cea mai bună coloană sonoră” pentru piesa „Señor Burns” din „Who Shot Mr. Burns? (Part II)”.
Serialul a câștigat alte premii pentru acest sezon, inclusiv un premiu Annie pentru „cel mai bun serial de televiziune animat”. „Lisa the Vegetarian” a câștigat atât un Premiu Environmental Media⁠(d) pentru „cel mai bun serial de comedie”, cât și un Premiu Genesis⁠(d) pentru „cel mai bun serial de comedie de televiziune”. Deși „Treehouse of Horror VI” nu a reușit să câștige premiul Emmy, segmentul „Homer³” a primit marele premiu al Festivalului Internațional de Animație de la Ottawa⁠(d).
În 1996, Familia Simpson a devenit primul serial animat care a câștigat un Premiu Peabody⁠(d), acesta fiind selectat „deoarece oferă o animație excepțională și o satiră socială usturătoare, ambele lipsind cu desăvârșire din televiziunea de astăzi”.
La cea de-a 12-a ediție anuală a Premiilor Television Critics Association, cel de-al șaptelea sezon al serialului a fost nominalizat la categoria „Outstanding Achievement in Comedy”, dar a pierdut în fața serialului Frasier.

## Episoade
| Nr. | Episodul | Titlu                                                                                    | Regizor              | Scenarist | Data difuzării     | Cod de producție | Audiență SUA (milioane) |
| --- | -------- | ---------------------------------------------------------------------------------------- | -------------------- | --- | ------------------ | ---------------- | ----------------------- |
| 129 | 1        | „Who Shot Mr. Burns? - Part II⁠(d)"                                                       | Wes Archer           | Bill Oakley & Josh Weinstein | 17 septembrie 1995 | 2F20             | 22.6                    |
|     |          |                                                                                          |                      | |                    |                  |                         |
| 130 | 2        | „Radioactive Man⁠(d)"                                                                     | Susie Dietter        | John Swartzwelder | 24 septembrie 1995 | 2F17             | 15.7                    |
|     |          |                                                                                          |                      | |                    |                  |                         |
| 131 | 3        | „Home Sweet Homediddly-Dum-Doodily"                                                      | Susie Dietter        | Jon Vitti | 1 octombrie 1995   | 3F01             | 14.5                    |
|     |          |                                                                                          |                      | |                    |                  |                         |
| 132 | 4        | „Bart Sells His Soul"                                                                    | Wes Archer           | Greg Daniels | 8 octombrie 1995   | 3F02             | 14.8                    |
|     |          |                                                                                          |                      | |                    |                  |                         |
| 133 | 5        | „Lisa the Vegetarian"                                                                    | Mark Kirkland        | David X. Cohen | 15 octombrie 1995  | 3F03             | 14.6                    |
|     |          |                                                                                          |                      | |                    |                  |                         |
| 134 | 6        | „Treehouse of Horror VI"                                                                 | Bob Anderson         | John Swartzwelder | 29 octombrie 1995  | 3F04             | 19.7                    |
| 134 | 6        | „Treehouse of Horror VI"                                                                 | Bob Anderson         | Steve Tompkins | 29 octombrie 1995  | 3F04             | 19.7                    |
| 134 | 6        | „Treehouse of Horror VI"                                                                 | Bob Anderson         | David X. Cohen | 29 octombrie 1995  | 3F04             | 19.7                    |
| 135 | 7        | „King-Size Homer"                                                                        | Jim Reardon          | Dan Greaney | 5 noiembrie 1995   | 3F05             | 17.0                    |
|     |          |                                                                                          |                      | |                    |                  |                         |
| 136 | 8        | „Mother Simpson"                                                                         | David Silverman      | Richard Appel | 19 noiembrie 1995  | 3F06             | 15.3                    |
|     |          |                                                                                          |                      | |                    |                  |                         |
| 137 | 9        | „Sideshow Bob's Last Gleaming"                                                           | Dominic Polcino      | Spike Feresten | 26 noiembrie 1995  | 3F08             | 14.2                    |
|     |          |                                                                                          |                      | |                    |                  |                         |
| 138 | 10       | „The Simpsons 138th Episode Spectacular"                                                 | David Silverman      | Jon Vitti | 3 decembrie 1995   | 3F31             | 16.4                    |
|     |          |                                                                                          |                      | |                    |                  |                         |
| 139 | 11       | „Marge Be Not Proud"                                                                     | Steven Dean Moore    | Mike Scully | 17 decembrie 1995  | 3F07             | 16.7                    |
|     |          |                                                                                          |                      | |                    |                  |                         |
| 140 | 12       | „Team Homer"                                                                             | Mark Kirkland        | Mike Scully | 7 ianuarie 1996    | 3F10             | 16.7                    |
|     |          |                                                                                          |                      | |                    |                  |                         |
| 141 | 13       | „Two Bad Neighbors"                                                                      | Wes Archer           | Ken Keeler | 14 ianuarie 1996   | 3F09             | 16.5                    |
|     |          |                                                                                          |                      | |                    |                  |                         |
| 142 | 14       | „Scenes from the Class Struggle in Springfield"                                          | Susie Dietter        | Jennifer Crittenden | 4 februarie 1996   | 3F11             | 14.4                    |
|     |          |                                                                                          |                      | |                    |                  |                         |
| 143 | 15       | „Bart the Fink"                                                                          | Jim Reardon          | Story by : Bob Kushell Teleplay by : John Swartzwelder | 11 februarie 1996  | 3F12             | 15.0                    |
|     |          |                                                                                          |                      | |                    |                  |                         |
| 144 | 16       | „Lisa the Iconoclast"                                                                    | Mike B. Anderson     | Jonathan Collier | 18 februarie 1996  | 3F13             | 13.4                    |
|     |          |                                                                                          |                      | |                    |                  |                         |
| 145 | 17       | „Homer the Smithers"                                                                     | Steven Dean Moore    | John Swartzwelder | 25 februarie 1996  | 3F14             | 14.1                    |
|     |          |                                                                                          |                      | |                    |                  |                         |
| 146 | 18       | „The Day the Violence Died"                                                              | Wes Archer           | John Swartzwelder | 17 martie 1996     | 3F16             | 14.4                    |
|     |          |                                                                                          |                      | |                    |                  |                         |
| 147 | 19       | „A Fish Called Selma"                                                                    | Mark Kirkland        | Jack Barth | 24 martie 1996     | 3F15             | 12.9                    |
|     |          |                                                                                          |                      | |                    |                  |                         |
| 148 | 20       | „Bart on the Road"                                                                       | Swinton O. Scott III | Richard Appel | 31 martie 1996     | 3F17             | 11.8                    |
|     |          |                                                                                          |                      | |                    |                  |                         |
| 149 | 21       | „22 Short Films About Springfield"                                                       | Jim Reardon          | Richard Appel, David X. Cohen, Jonathan Collier, Jennifer Crittenden, Greg Daniels, Brent Forrester, Rachel Pulido, Steve Tompkins, Bill Oakley, Josh Weinstein & Matt Groening | 14 aprilie 1996    | 3F18             | 10.5                    |
|     |          |                                                                                          |                      | |                    |                  |                         |
| 150 | 22       | „Raging Abe Simpson and His Grumbling Grandson in 'The Curse of the Flying Hellfish'⁠(d)” | Jeffrey Lynch        | Jonathan Collier | 28 aprilie 1996    | 3F19             | 13.0                    |
|     |          |                                                                                          |                      | |                    |                  |                         |
| 151 | 23       | „Much Apu About Nothing"                                                                 | Susie Dietter        | David X. Cohen | 5 mai 1996         | 3F20             | 11.3                    |
|     |          |                                                                                          |                      | |                    |                  |                         |
| 152 | 24       | „Homerpalooza"                                                                           | Wes Archer           | Brent Forrester | 19 mai 1996        | 3F21             | 12.9                    |
|     |          |                                                                                          |                      | |                    |                  |                         |
| 153 | 25       | „Summer of 4 Ft. 2"                                                                      | Mark Kirkland        | Dan Greaney | 19 mai 1996        | 3F22             | 14.7                    |
|     |          |                                                                                          |                      | |                    |                  |                         |